# Spinus thibetanus
Spinus thibetanus é uma espécie de fringilídeos da família Fringillidae.
Pode ser encontrada nos seguintes países: Butão, China, Índia, Myanmar e Nepal.
Os seus habitats naturais são: florestas temperadas.